# 剣持麗子のワンナイト推理
『剣持麗子のワンナイト推理』（けんもちれいこのワンナイトすいり）は、新川帆立による日本の連作短編集。全5話収録。2022年4月8日に宝島社から刊行された。
亡くなった同僚弁護士のクライアントを引き継ぐことになった剣持麗子が大手事務所で働く傍ら、次々舞い込む難題に立ち向かうさまを描く。
時系列としてシリーズ第1作『元彼の遺言状』から第2作『倒産続きの彼女』までの期間に起きたエピソード。
2022年に本作の収録作の一部が原作としてテレビドラマ化された（後述）。

## 制作背景
作者の新川は、読者人気が高い剣持麗子が主人公の作品の執筆を決めると、弁護士の仕事が忙しい麗子は日中は謎解きをしている暇がなく、事件に巻き込まれるなら夜中になるだろうと考え、自然と深夜の謎解きものにする構想が定まり、舞台を眠らない街・新宿とした。
また、夜寝る前に一話ずつ読むと、麗子と一緒に夜更かししている気分になって楽しいかなと考え、本作を5つの連作短編集とした。

## あらすじ
山田川村・津々井法律事務所の弁護士・剣持麗子は前々作「元彼の遺言状」にて亡くなった弁護士・村山権太のクライアントを引き継ぐことになった。通常業務に加え、深夜に引き継いだ仕事もするようになる麗子。そんな中、麗子は様々なミステリーに遭遇する。
第一話 家守の理由
「進藤不動産」社長・進藤昌夫が何者かに殺害された。麗子は第一発見者の「クラブ・ウィング」のホスト・武田信玄に呼び出されるが、彼は本名も住所も明かそうとしなかった。
第二話 手練手管を使う者は
「バー翼」で「クラブ・ウィング」のホスト・織田信長が殺害された。状況から店で寝ていた同僚ホストの明智光秀が怪しいが、彼は無実を訴え、麗子に助けを求める。
第三話 何を思うか胸のうち
「山田川村・津々井法律事務所」の先輩弁護士が急死した。しかし、その状況は死んだと思ったら再度甦えり、その後再び死亡したかのような奇妙なものだった。
第四話 お月様のいるところ
認知症を患っているらしい老婆を家まで送り届けた麗子は、そこで男の首吊り死体を発見する。その後、麗子が保護した認知症の老婆が突如警察署から姿を消した。
第五話 ピースのつなげかた
棟上げなど建築の凶日とされる三隣亡に瓦を張替えたとある家の隣近所で不幸が相次いでいるらしい。そのうちの一軒がとある家の主人を訴えられないかと麗子に相談する。

## 登場人物
主要人物
剣持麗子（けんもち れいこ）
本作の主人公。「山田川村・津々井法律事務所」の弁護士。村山から業務を引き継いだ。高飛車な性格で、常にお金に貪欲。
黒丑益也（くろうし ますや）
「クラブ・ウィング」のホスト。進藤殺害の容疑者。源氏名は武田信玄。
橘五郎（たちばな ごろう）
「新宿警察署」刑事課強行犯捜査係の係長。階級は警部補。
家守の理由
進藤昌夫（しんどう まさお）
「進藤不動産」の社長。店舗で殺害された状態で発見される。土地を複数所有しており、生前はその地代収入で暮らしていたが、趣味の競馬にのめり込み、借金を抱えあまり暮らし向きはよくなかった。不動産会社社長だが、仲介業務はほとんどしていなかった。
盛田真美（もりた まみ）
湾岸線を暴走し、呼気アルコール検査にて、濃度0.3％の血中アルコールが検出された上に、警察官に暴行を加えたとして逮捕された女性。「ジュエル」というミニチュア・プードルを飼っている。体内からアルコールが検出されたのは、恋人と喧嘩した腹いせに奈良漬けを大量に食べたからだと主張する。
村山権太（むらやま げんた）
「くらしの法律事務所」元代表。麗子の元恋人・森川栄治の顧問弁護士でもあった。前々作「元彼の遺言状」にて死亡し、彼の業務は全て麗子に引き継がれた。
手練手管を使う者は
織田信長（おだ のぶなが）
「クラブ・ウィング」のホスト。黒丑の先輩。「バー翼」で殺害された状態で発見される。信長の名は源氏名。
明智光秀（あけち みつひで）
「クラブ・ウィング」のホスト。黒丑の先輩。信長殺害の容疑をかけられるが無罪を訴える。光秀の名は源氏名。
木下雄一郎（きのした ゆういちろう）
「バー翼」の経営者。元ホストで信長らの先輩でもあった。
何を思うか胸のうち
川村（かわむら）
「山田川村・津々井法律事務所」のパートナー弁護士。法律事務所の運動会の主催者。大学時代は野球部でキャッチャーを務めていた強肩の持ち主。
三上愛（みかみ あい）
「山田川村・津々井法律事務所」の女性弁護士。麗子の同期。日本語が上手い外国人のような明瞭な発音をしており、下の名前をもじって「AI三上」と呼ばれている。運動会のドッジボールでアキレス腱を負傷する。
古川（ふるかわ）
「山田川村・津々井法律事務所」の男性弁護士。麗子の後輩。ドッジボールの反則で退場となる。
峯口（みねぐち）
最近「山田川村・津々井法律事務所」に転職してきた男性弁護士。男子ロッカーで死体が発見される。過去に問題を起こして、事務所を転々としていた。パワハラ気質で神経質。口癖は「些事徹底」。ダイエット中で、間食は全てナッツにしていた。
典子（のりこ）
遺産相続の件で麗子に相談する女性。
信夫（のぶお）
麗子の恋人。IT企業で働いている。
美馬玉子（みま たまこ）
「山田川村・津々井法律事務所」の女性弁護士。前作「倒産続きの彼女」の主人公。運動会のドッジボールは年功序列でいうと、本来彼女が出場すべきだが、のらりくらりと断り続けた。
お月様のいるところ
瀬戸みえ子（せと みえこ）
認知症を患っているカーディガンを着た高齢女性。
牧田原信二（まきたわら しんじ）
瀬戸を送り届けたアパートで首吊り死体で発見された男性。5年前に起きた水難事故で、業務上過失致死の疑いで逮捕されていた。
鎌田容子（かまた ようこ）
5年前の水難事故の被害者。
津々井（つつい）
「山田川村・津々井法律事務所」の創立者。大ベテランの弁護士で、主にすることはクライアントとの会食や会議など。「信用できない部下を持った時どうする」という麗子からの質問には「部下を信用するのは上司の仕事。上司を信用させるのは部下の仕事。」と答える。
ピースのつなげかた
浦山（うらやま）
三隣亡に瓦替をした隣家の近所で立て続けに不幸が起こったことから、隣家を訴えられないかと麗子に相談する。Aさんが瓦替を行った日の次の日に泥棒に入られた。浦山の妹が前述の盛田真美の親友であり、真美のことは彼女もよく知っている。
Aさん
三隣亡の日に屋根の瓦替をした人物。
Bさん
Aさんが瓦替をした後、ボヤ騒ぎが起きる。ボヤ騒ぎが起きたのはD家の主人が死亡した3日後。
D家の主人
建設会社の社長。Aさんが瓦替をした後、亡くなってしまう。亡くなったのは浦山家に泥棒が入った一週間後。

## 書誌情報
- 「剣持麗子のワンナイト推理」（2022年4月8日、宝島社、ISBN 978-4-299-02858-7）
- 「剣持麗子のワンナイト推理」（2024年5月7日、宝島社文庫、ISBN 978-4-299-05391-6）

## テレビドラマ
『元彼の遺言状』のタイトルで2022年4月11日から6月20日までフジテレビ系「月9」枠で放送されたうち、収録作の「家守の理由」が第3話で、「手練手管を使う者は」が第6話でテレビドラマ化された。詳細は『元彼の遺言状』を参照。